# ویلهلمشتادت
ویلهلمشتادت (به آلمانی: Berlin-Wilhelmstadt) یک منطقهٔ مسکونی در آلمان است که در شپانداو واقع شده‌است. ویلهلمشتادت ۳۷٬۰۸۰ نفر جمعیت دارد.

## نگارخانه

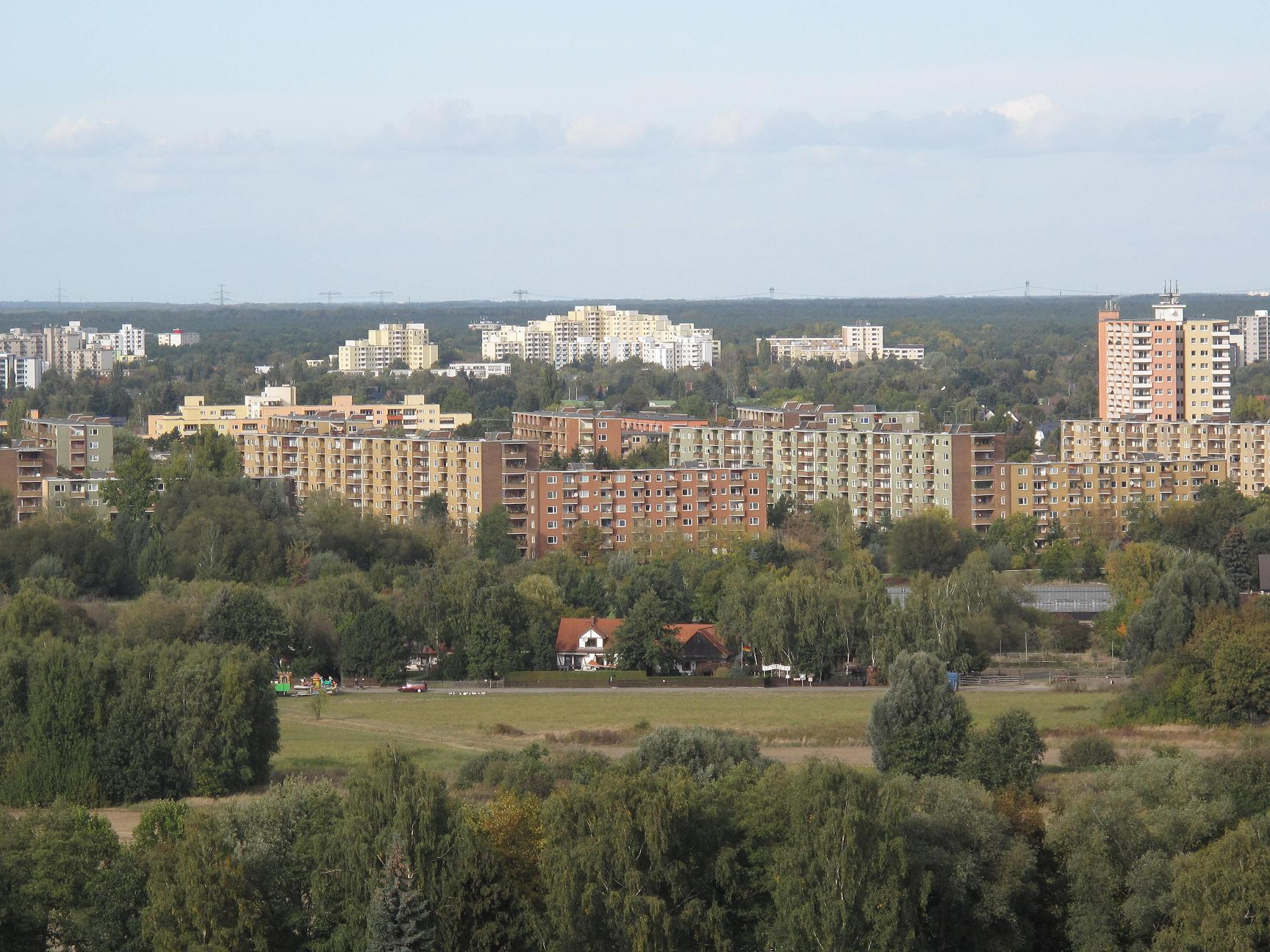
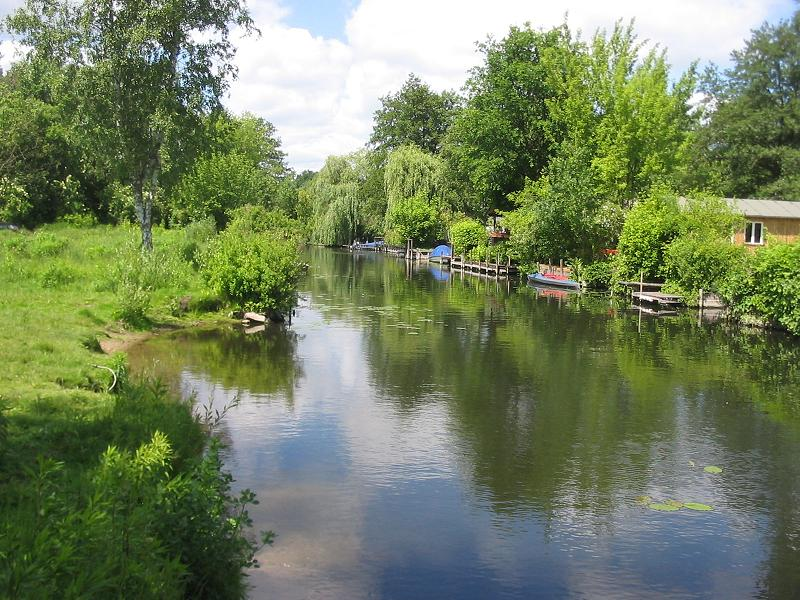
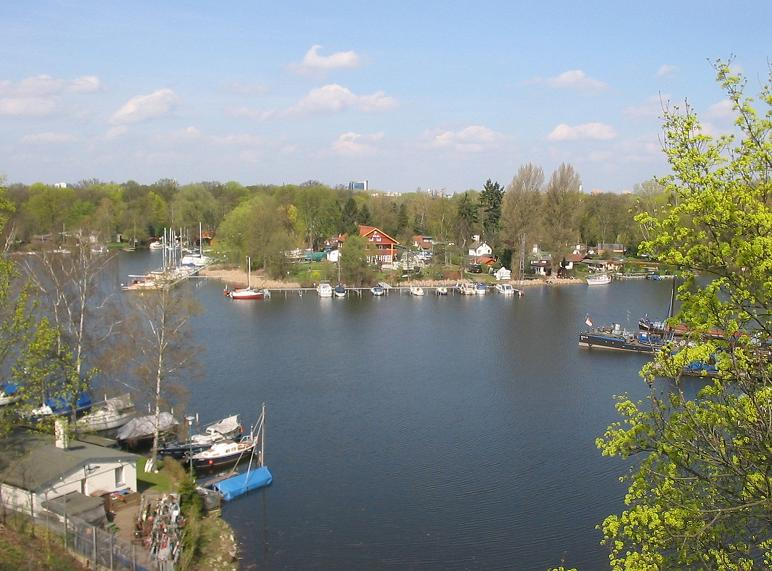
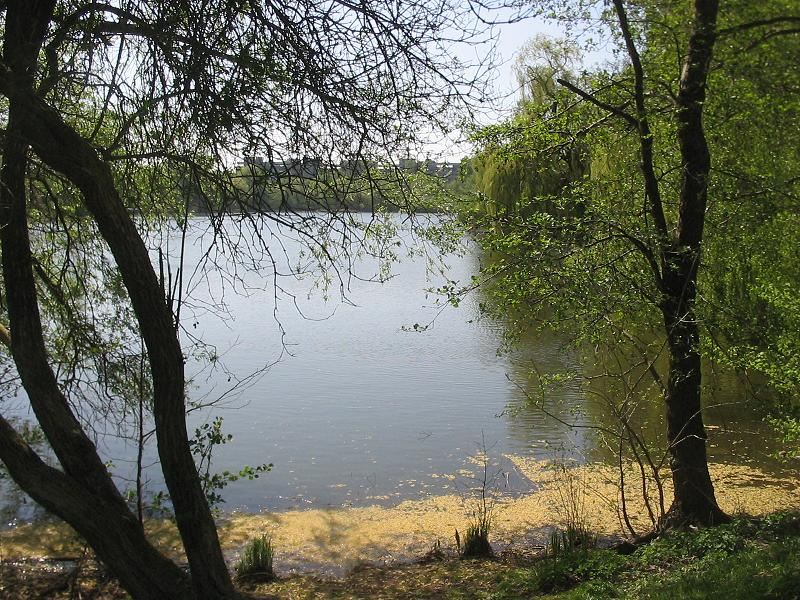